# Algidus
L'Algidus (en llatí: mons Algidus) és l'antiga denominació d'una part del massís Albà que es troba entre els municipis de Velletri i Túsculum, que actualment pren el nom de Mont Artemisio.
El mons Algidus va tenir una notable importància durant els primers anys de la República Romana, ja que entre aquestes elevacions del relleu passava la via Latina que unia la ciutat de Roma amb la Campània. Fou l'escenari de nombroses batalles entre romans i altres tribus, per exemple els volscs o els eques que competien per posseir els territoris a l'est de Roma. Segons indica Horaci l'Algidus estava consagrat a la deessa Diana.

## Història
El mons Algidus és esmentat per primera vegada amb relació a l'any 465 aC, quan el cònsol Quint Fabi Vibulà va derrotar els eques, els quals s'havien refugiat en aquest grup muntanyenc durant la guerra contra els romans.
El 458 aC o el 457 aC va tenir lloc la batalla de més renom. Al començament els eques portaven avantatge i es van llançar a assetjar les tropes romanes comandades pel cònsol Luci Minuci Esquilí Augurí el qual, havent estat sorprès per un atac nocturn, va ordenar als seus homes que s'amaguessin per la muntanya mentre esperaven l'arribada de reforços. La situació fou resolta per Luci Quint Cincinnat I al qual el senat havia conferit plens poders (dictador romà). En arribar al mons Algidus, els eques es van veure atacats per dos fronts, els romans que restaven amagats i els que acabaven d'arribar amb Cincinat, per tant no van tenir escapatòria.
El 455 aC els eques van atacar Túsculum, que era ciutat aliada a Roma. Els cònsols Gai Veturi Gemí Cicurí i Tit Romili Roc Vaticà van dirigir l'enfrontament i amb la victòria van aconseguir un gran botí.
Durant el segons decemvirat (450 aC) els eques van tornar a atacar el territori de Túsculum. Van ser enviats els decemvirs Luci Minuci Esquilí Augurí, Tit Antoni Merenda, Ceso Duili i Marc Sergi Esquilí. Aquests dirigents no tenien el suport dels soldats, que els tenien en mala consideració perquè eren plebeus i, per la manca de col·laboració van ser derrotats.
L'any següent (449 aC) les tropes romanes, guiades pel cònsol Luci Valeri Potit es van enfrontar a una coalició formada per eques i volscs, als quals van vèncer i dels qui van obtenir un important botí.
La darrera batalla de la qual hi ha notícia és la del 431 aC, ocasió en la qual els eques van ser derrotats pel dictador Aule Postumi Tubert i probablement va ser l'esdeveniment que va posar fi definitivament a la rivalitat existent.